# HD244545
HD244545 є хімічно пекулярною зорею спектрального класу
A1 й має видиму зоряну величину в смузі V приблизно 10,4.

## Пекулярний хімічний вміст
Зоряна атмосфера HD244545 має підвищений вміст 
Si
.